# サロンシネマ
サロンシネマ1・2（Salon Cinema1・2）は、広島県広島市中区八丁堀にある映画館（ミニシアター）。映画興行会社の序破急によって運営されている。キャッチ・コピーは「夢売劇場 サロンシネマ」。
2014年に中区大手町の鷹野橋（タカノ橋）から現所在地の八丁堀に移転した。移転前後で名称の変化がなかったため、ここでは両館を便宜的にタカノ橋サロンシネマ、八丁堀サロンシネマと記載することで区別する。

## 沿革
- 1959年 - タカノ橋OSが開館
- 1962年 - タカノ橋大映が開館
- 1960年代 - タカノ橋OSがタカノ橋日劇に改称
- 1972年3月1日 - タカノ橋大映がサロンシネマ1に改称
- 1994年4月29日 - タカノ橋日劇がサロンシネマ2に改称
- 2014年
  - 8月31日 - 鷹野橋での営業を終了
  - 9月20日 - 八丁堀に移転して営業再開

## タカノ橋サロンシネマ
かつてサロンシネマ1・2は、中区大手町の鷹野橋（タカノ橋）と呼ばれる地区にあった。タカノ橋商店街振興組合に加盟しており、2スクリーンを有した。
サロンシネマ1は日本一広い革張りシートが特徴であり、シート前部にはカウンターテーブルが設置されていた。サロンシネマ2はマツダと共同開発した自動車タイプのシートが使用され、天井にはフレスコ画が描かれていた。

### データ
- 所在地 : 広島県広島市中区大手町5-8-6
- アクセス :  広島電鉄宇品線鷹野橋電停から西に徒歩2分（150m）、広島バス鷹の橋バス停から徒歩2分
- 座席数：100席（サロンシネマ1）、99席（サロンシネマ2）
- 支配人 : 蔵本登（ - 1980年）、住岡正明（1980年 - 2011年）、桑原由貴（2012年 - 2014年）

### 歴史
鷹野橋のサロンシネマ1とサロンシネマ2はそれぞれ異なる歴史を持っていた。1959年、日活映画の直営封切館であるタカノ橋OS（サロンシネマ2の前前身）がこの地に開館し、1962年には大映の直営封切館であるタカノ橋大映（サロンシネマ1の前身）が開館。一時期は、タカノ橋OS、タカノ橋大映、東映の邦画封切館であるタカノ橋東映、洋画のスバル座、名画座のタカノ橋名劇の5館が現在のサロンシネマの建物がある場所を占めていた。タカノ橋大映は1972年3月1日にサロンシネマ1となり、1980年には支配人の蔵本登が閉館を検討したが、東京の出版社に勤務していた住岡正明が支配人の座を引き継いで上映を続けた。タカノ橋OSは1960年代にタカノ橋日劇となった後、1994年4月29日にサロンシネマ2となった。
2014年5月21日の中国新聞の報道で、8月末で閉館し市内に移転することが明らかになった。入居しているビルの老朽化が進み2013年春には外壁の一部が落下。補修も限界に来ていた。同年6月24日の中国新聞の報道で、八丁堀の広島東映プラザ8階に移転することが明らかになった。サロンシネマ1・2は2014年8月31日に鷹野橋での上映を終えた。8月31日の最終上映作品はサロンシネマ1が『昭和残侠伝 死んで貰います』、サロンシネマ2が『有りがたうさん』だった。
2018年に公開された映画『鯉のはなシアター』（時川英之監督）では、旧サロンシネマが劇中の映画館「ピジョン座」となって登場している。
- 旧・サロンシネマの1Fエントランス
- 旧・サロンシネマ1の座席

## 八丁堀サロンシネマ

### データ
- 所在地 : 広島県広島市中区八丁堀16-10 広島東映プラザ8階
- アクセス : 広島電鉄本線立町電停すぐ
- 座席数 : 125席（シネマ1）、91席（シネマ2）

### 歴史

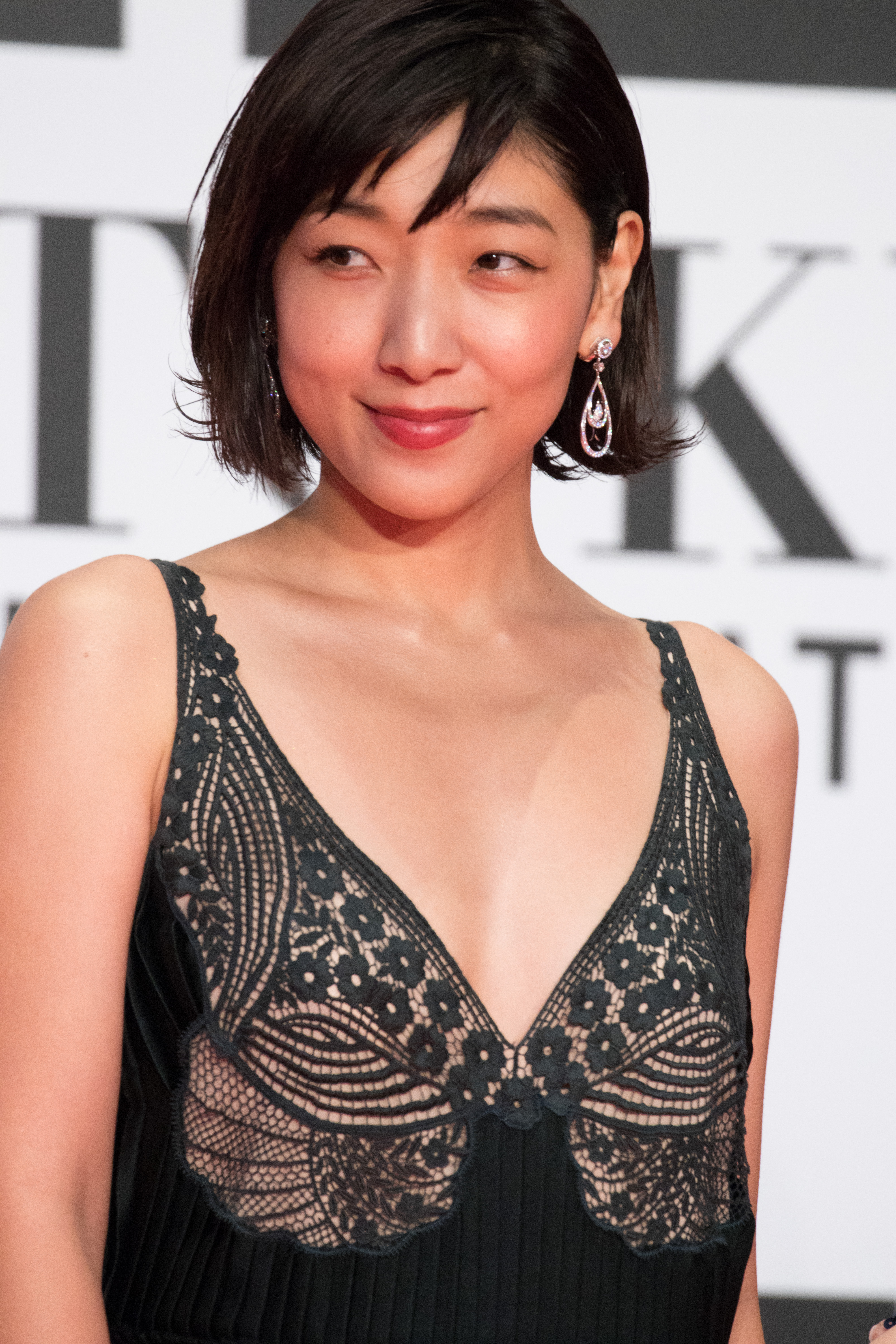
『百円の恋』上映時に来館した安藤サクラ

2014年6月末より移転先の八丁堀・広島東映プラザで改装工事が始まった。広島東映プラザ8階では1995年から広島東映・広島ルーブルが営業していたが、2009年の閉館後は空きテナントとなっていた。
当初は、移転に合わせて館名を変更する予定にしていたが、同年8月1日に以前の館名と同じサロンシネマになることを発表した。座席数は広島東映のあったスクリーンが125席、ルーブルのあったスクリーンが91席となり、 東映・ルーブル時代の約半分に減った。
運営母体が同じ八丁座と同様に、部谷京子が内装デザインを手がけ、1階にはイラストレーター・宮崎祐治による映画の名場面のイラストを作画。館内には、BIG FRONTひろしま建設まで広島駅前で営業していた喫茶店『純喫茶パール』が出店している。
同年9月19日に活動弁士・澤登翠を迎えての内覧会が行われ、9月20日にリニューアルオープンした。9月20日の初回上映作品はサロンシネマ1が『太秦ライムライト』、サロンシネマ2が『バツイチは恋のはじまり』を上映した。11月22日から28日にはサロンシネマ2にて「食と農の映画祭2014 in ひろしま」が開催された。
2015年1月12日には上映中の『百円の恋』の舞台挨拶が行われ、武正晴監督と主演の安藤サクラが来館している。
2スクリーン共、スクリーンから向かって最後部に掘りごたつ席（シネマ1：10席、シネマ2：6席）を常備。シネマ2の座席の一部は2014年12月に閉鎖されたシネツイン新天地で使用されたものが再利用されている。